# بانگ نی
بانگ نی یک مثنوی از هوشنگ ابتهاج است که به صورتِ کتابی منتشر شده است. این شعر پس از مرگِ شاعر در کتابِ سه کتاب (۱۴۰۳) نیز آمد.

## شعر بانگ نی
نام کتاب برگرفته از مقاله‌ای منظوم در قالب مثنوی است که در این کتاب منتشر شده‌است.
شروع سرایش شعر ۱۳۴۰ است و به تدریج در دهه‌های ۱۳۵۰ و ۱۳۶۰ سروده و در طول چند دهه تکمیل شده‌است. بخش‌هایی از آن توسط شاعر و به مناسبت‌های مختلف منتشر شده بود. اشعار این مثنوی بارها از سوی شاعر مورد بازبینی قرار گرفت. هر چند که ناشر ادعا کرده این کتاب آخرین بازبینی ابتهاج از این مثنوی بلند به‌شمار می‌رود ولی از بی‌اطلاعی که شاعر از تاریخ نشر آن اعلام کرده، این ادعا با واقعیت تفاوت دارد.
مثنوی بانگ نی پس‌از سال‌ها، نزدیک به یک دهه پیش در ۱۳۸۵ توسط نشر کارنامه و در زمان حیات مؤسس و مدیر آن، محمد زهرایی، و با آماده‌سازی و کتاب‌آرایی وی چاپ اما در همان سال پخش کتاب توقیف شد، اما ۹ سال بعد و در آبان ۱۳۹۵ توزیع و  منتشر شد.
مدیر فعلی نشر کارنامه، فضای این مثنوی را عاشقانه و اجتماعی می‌داند و معتقداست اگر کسی پیشینه سیاسی نداشته باشد، نمی‌تواند برداشت سیاسی از کتاب بکند، چراکه «بانگ نی» سیاسی نیست. سایه که این مثنوی را متأثر از اعدام مرتضی کیوان تا مرگ احسان طبری در طول چندین دهه، از دهه ۱۳۴۰ تا دهه ۱۳۸۰ (حدود ۴۵ سال) سروده، در آن به فراز و فرود زندگی این اشخاص نیز پرداخته‌است. «مثنوی مرثیه» بخشی از مثنوی «بانگ نی» است که در ۱۳۶۸ به مناسبت درگذشت احسان طبری سروده‌شد. این شعر در زمان سروده شدن، چاپ نشد و به قدری معروف شد که بخش‌های زیادی از آن تنها به صورت دست‌نویس یا کپی، تکثیر و بین مردم دست به دست گشت.
مثنوی بانگ نی چنین آغاز می‌شود:
| باز بانگی از نیستان می‌رسد     |  | غم به دادِ غم‌پرستان می‌رسد    |
| بشنوید این شرح هجران، بشنوید  |  | با نیِ نالنده همدستان شوید   |
| بی‌شما این نای نالان بی‌نواست   |  | این نواها از نفس‌های شماست   |
| آن نفس کآتش برانگیزد ز آب     |  | آن نفس کآتش از و آمد به تاب |
| آن نفس کز این شبِ نومیدوار     |  | برگشاید خنده خورشیدوار      |
| آن نفس کز شوقِ شورانگیزِ وی     |  | بردمد از جانِ نی صدهای و هی… |
| نی مدد می‌خواهد از ما ای نفس   |  | هان به فریادِ دلِ تنگش برس    |
| سال‌ها ناگفته ماند این شرح درد |  | دردمندی خوش نفس سر برنکرد…  |

آنچه بانگ نی را یک‌باره از مثنوی معنوی و دیگر مثنوی‌های بزرگ زبان پارسی جدا می‌کند، دگرسانی بنیادین اندیشه است. سایه بر پایهٔ دانش و آگاهی انسان امروز، یک مثنوی نو پدیدآورده با نگاهی به رویدادهای امروزی و رنج‌ها و آرمان‌های آدمی که در اکنون می‌زید و به آینده چشم دارد.
مثنوی بانگ نی در موسیقی ایرانی نیز شعری شناخته شده‌است. نخستین‌بار محمدرضا شجریان این اثر را در مایه بیات ترک خواند. پس‌از او محمدرضا لطفی آن را در مایه شوشتری در چاووش ۴ با صدای شهرام ناظری استفاده کرد. ناظری یک بار هم این مثنوی را در ماهور با آهنگسازی لطفی خواند.

## قیمت کتاب
بهای این اثر از جمله از سوی هوشنگ ابتهاج، مورد انتقاد قرار گرفت. او در واکنشی به انتشار «بانگ نی» اظهار کرد: «این کتاب قبلاً با قیمت ۳٬۹۵۰ تومان چاپ شده بود، اما توقیف شد و پخش نشد و حالا مجوز گرفته و به یک‌باره منتشر شده و من هم در جریان نیستم. من دخالتی در قیمت کتاب نداشته‌ام. الان خواننده حق دارد اعتراض کند چرا قیمت یک کتاب ۴۵٬۰۰۰ تومان است»
بانگ نی در رده دوم پرفروش‌ترین کتاب‌های شعر بازار کتاب تهران در هفته دوم فروردین ۱۳۹۶ قرار گرفت.